# بهرام عثمانف
بهرام عثمانف (به ترکی آذربایجانی: Bəhram Məcid oğlu Osmanov) بازیگر و کارگردان تئاتر اهل جمهوری آذربایجان و خادم هنر افتخاری جمهوری‌های آذربایجان و کالمیکیا می‌باشد.

## زندگی
بهرام عثمانف در سال ۱۹۶۲ چشم به دنیا گشود. وی در سال ۱۹۸۵ در دانشکده کارگردانی دانشگاه دولتی هنر آذربایجان فارغ‌التحصیل شد. وی که از سال ۱۹۸۷ به عنوان مدیر تولید در تئاتر درام ملی آکادمی دولت آذربایجان فعالیت دارد، آثار متعددی را به‌طور زیبا و جالب به صحنه درآودره است. این هنرمند آذربایجانی در حال حاضر سمت کارگردانی در تئاتر دولتی تماشاگران جوان جمهوری آذربایجان را عهده‌دار است.
بهرام عثمانف خادم هنر افتخاری جمهوری‌های آذربایجان است. جوایز رئیس‌جمهوری آذربایجان رئیس‌جمهور در سال‌های مختلفی به ترتیب ۹ مه سال ۲۰۱۲، ۳۰ آوریل سال ۲۰۱۴، ۶ مه سال ۲۰۱۵، ۶ مه سال ۲۰۱۶، ۱ مه سال ۲۰۱۷ به وی اهدا شده‌است.
در سال ۲۰۱۴، خادم هنر افتخاری جمهوری کالمیکیا به وی اعطا گردیده‌است.

## فیلم‌شناسی
- Lal (film, 1992)
- Ac həriflər (film, 1993)(tammetrajlı film-tamaşa)(Aztv)-rol: Zərbəli, falçı, kərbəlayi
- At ilinin birinci ayı (film, 1993)
- Altı nömrəli palata (film, 1994)
- Mənim ağ şəhərim (film, 1994)
- Yurd yeri (film, 1994)
- Qu quşunun məhəbbəti (1995)
- Apardı sellər Saranı (film, 1996)
- Yurd yeri (film, 1997)
- Son arzu (film, 2003)
- Qarabağnamə

ترجمه فارسی
گنگ (فیلم، سال تولید- ۱۹۹۲)
احمقان گرسنه (فیلم بلند، سال تولید- ۱۹۹۳)، نقش- ضرب علی، قالگیر، کربلایی
اولین ماه سال اسب (فیلم، سال تولید- ۱۹۹۳)
اتاق شماره شش بیمارستان (فیلم، سال تولید ۱۹۹۴)
شهر سفید من (فیلم، سال تولید ۱۹۹۴)
خاستگاه (فیلم، سال تولید ۱۹۹۴)
سیل‌ها سارا را فروبردن (آپاردی سئللر سارانی) (فیلم، سال تولید ۱۹۹۶)
خاستگاه (فیلم، سال تولید ۱۹۹۷)
آخرین آرزو ((فیلم، سال تولید ۲۰۰۳)
قره‌باغ‌نامه